# Мічурін Іван Федорович

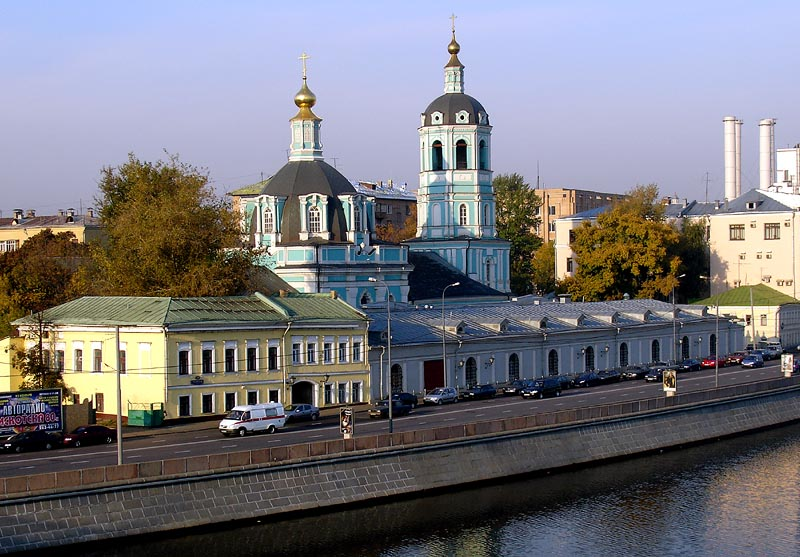
Замоскворіцька церква

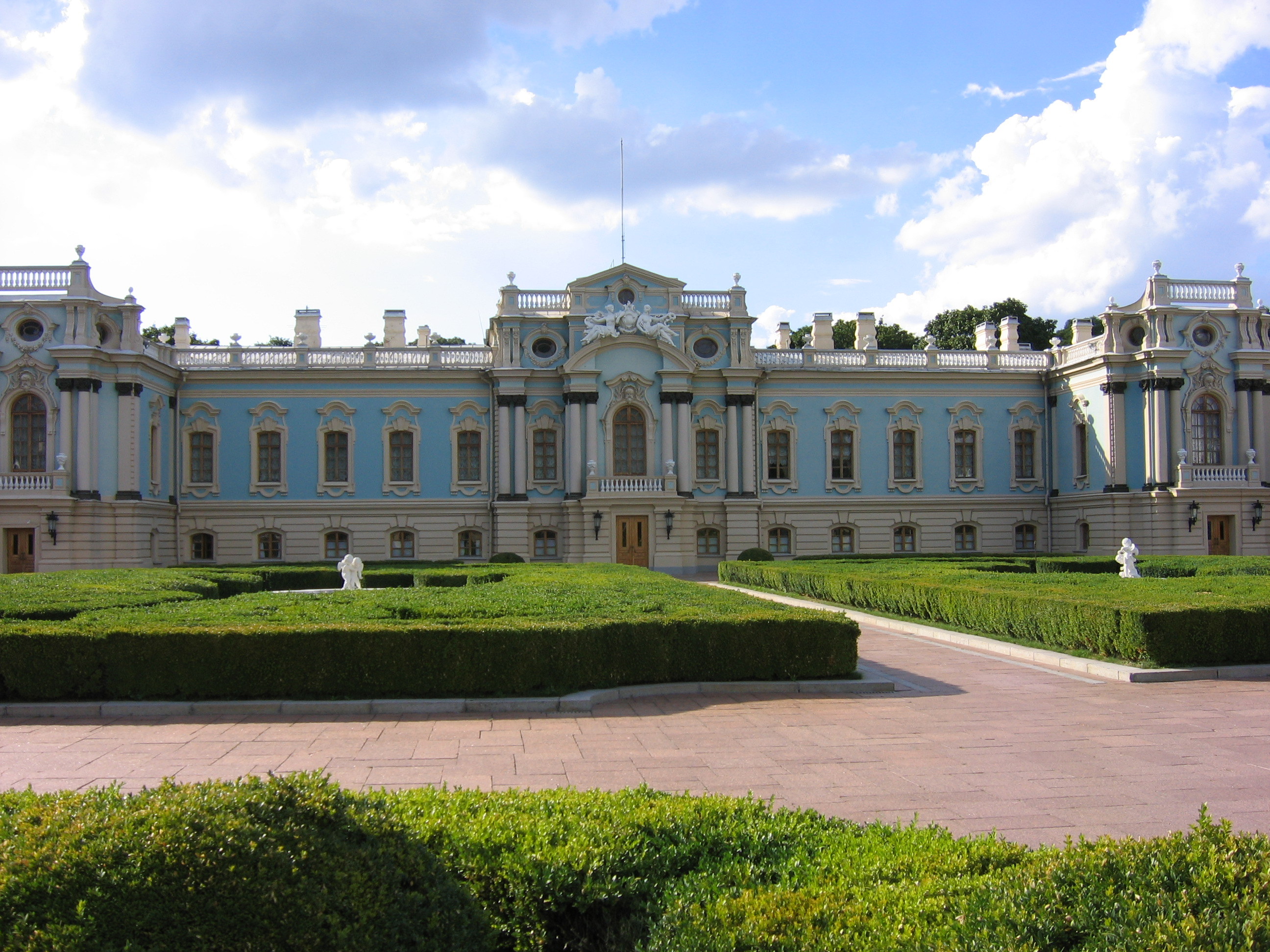
Маріїнський палац

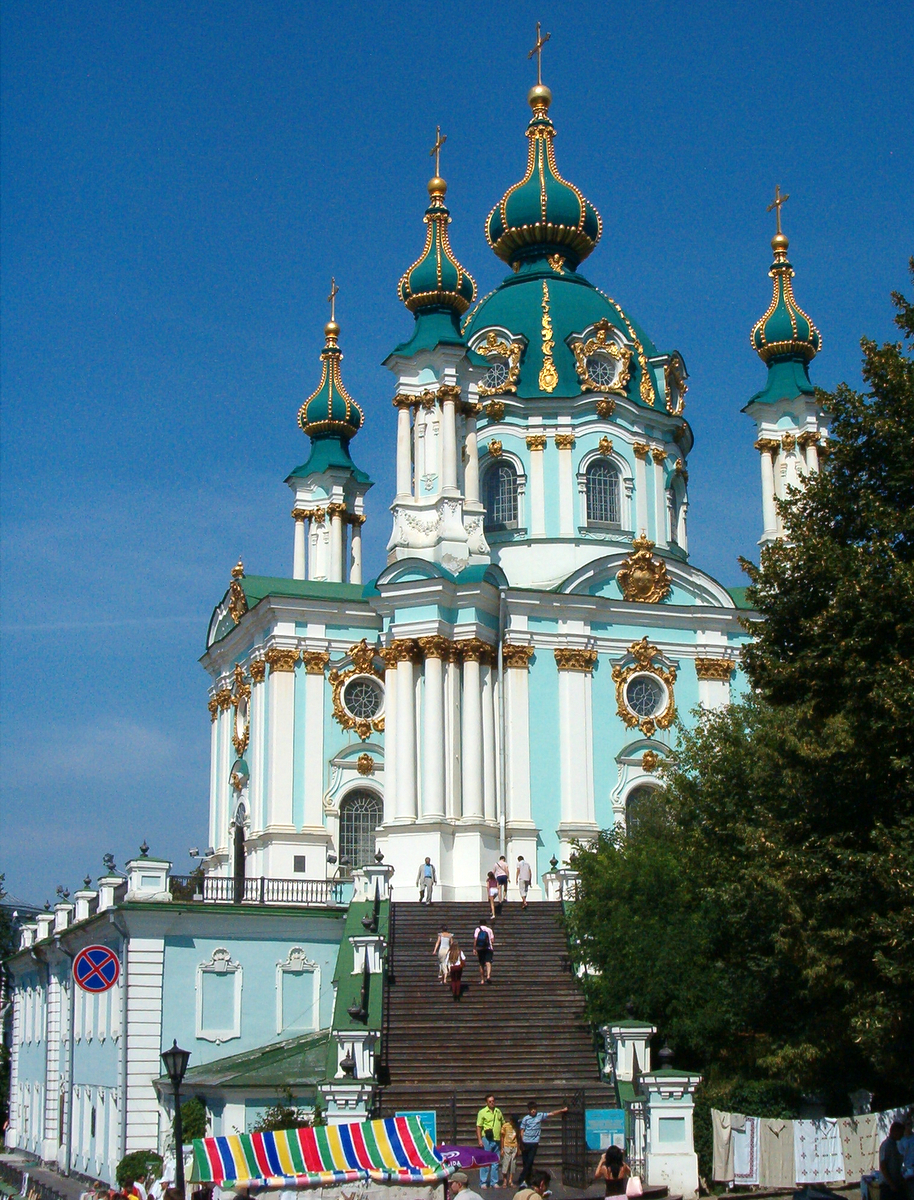
Андріївська церква

Іван Федорович Мічурін (рос. Ива́н Фёдорович Мичу́рин, 1700, Костромська губернія, Російська імперія — 1763) — російський архітектор, який працював у стилі російського бароко, переважно в Москві.

## Життєпис
Народився в Костромській губернії в родині небагатого поміщика.
У 1718—1720 навчався в Петербурзі в морській академії, в 1723—1729 як «пенсіонер» Петра I продовжив навчання в Нідерландах, де крім інженерної освіти отримав і архітектурні пізнання.
Після пожежі 1737 керував відновленням майже всіх кремлівських церков та урядових будівель, зокрема Микільської вежі Московського Кремля та собору Василя Блаженного. Йому ж належить проєкт багатоярусної дзвіниці з колонами різних ордерів (дзвіниця церкви Параскеви П'ятниці на П'ятницькій вулиці, знищена в 1930-х комуністами).
У 1749—1758 займався будівництвом собору Свенського Успенського монастиря.
Керував будівництвом церкви Трійці Живоначальної на Арбаті (не збереглася), а також будівлями в Златоустовському монастирі (не збереглися, знесені в 1933 комуністами) в Москві.

### У Києві
Був керівником будівництва Маріїнського палацу та Андріївської церкви в Києві, які будувалися за проєктами Бартоломео Растреллі.

## Графічні твори
У 1742 на честь коронації Єлизавети Петрівни в Москві було створено низку тріумфальних споруд. Його креслення увійшли в знаменитий Коронаційний альбом Єлизавети Петрівни:

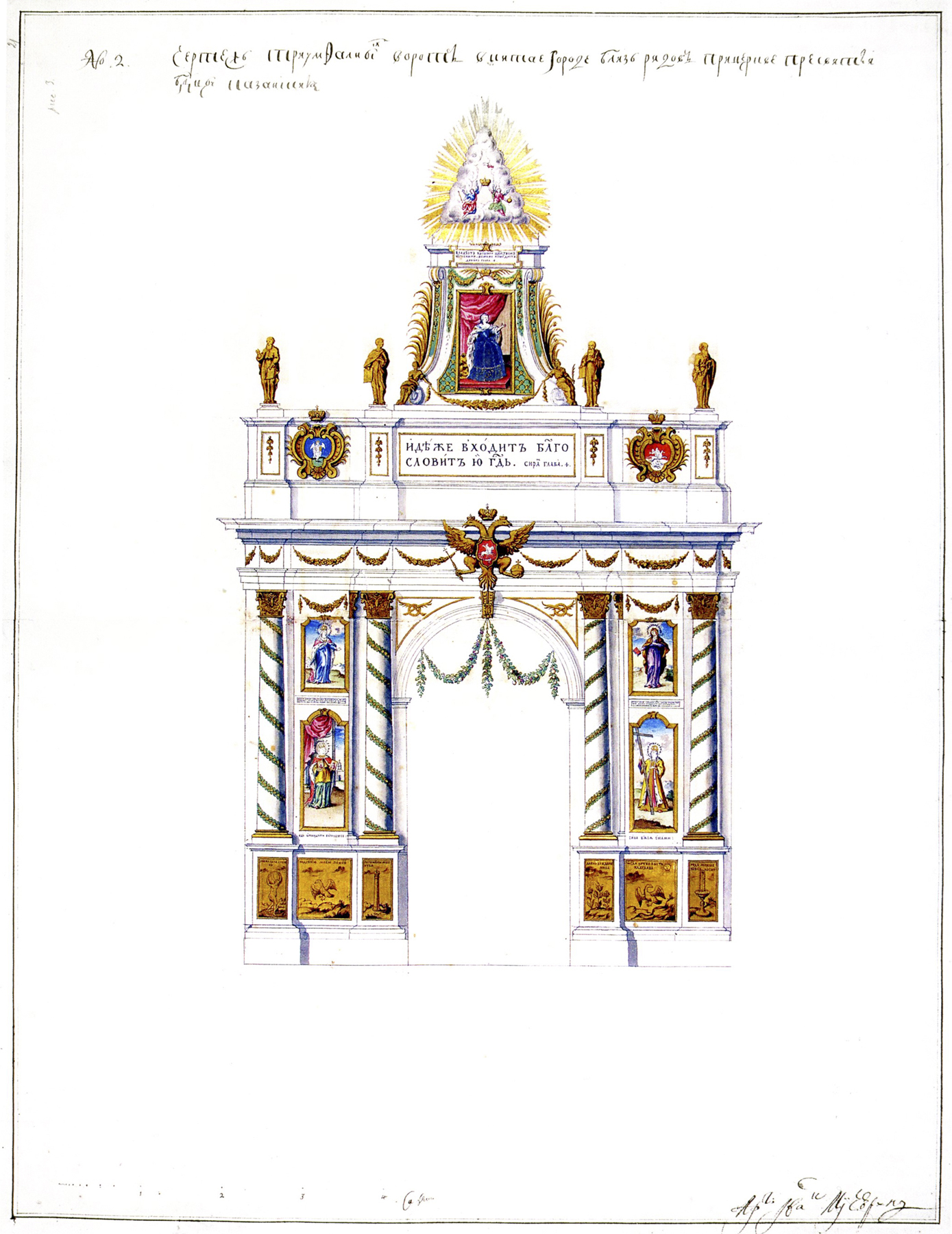
Вид тріумфальних воріт біля Казанської церкви
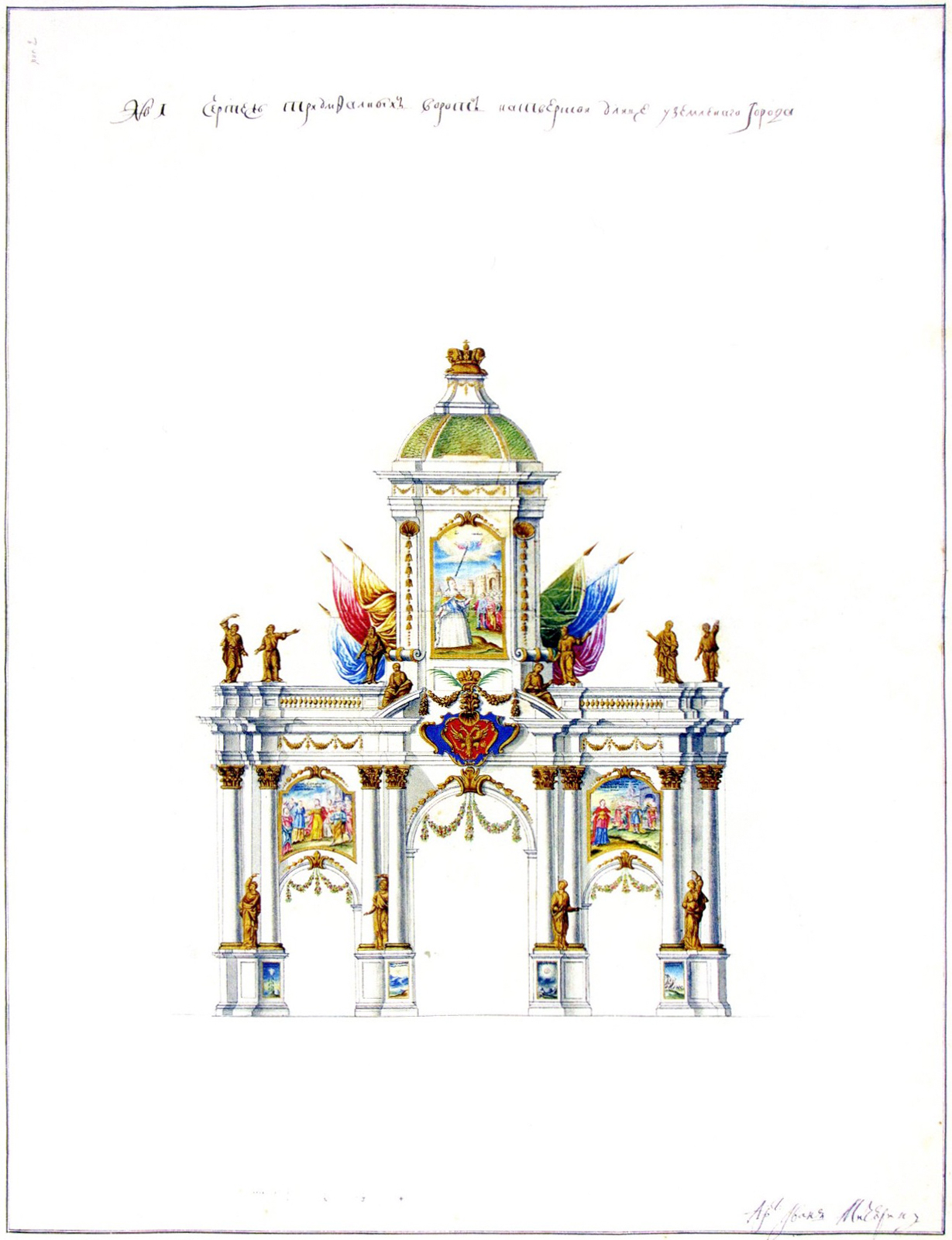
Тріумфальні ворота біля Земляного міста
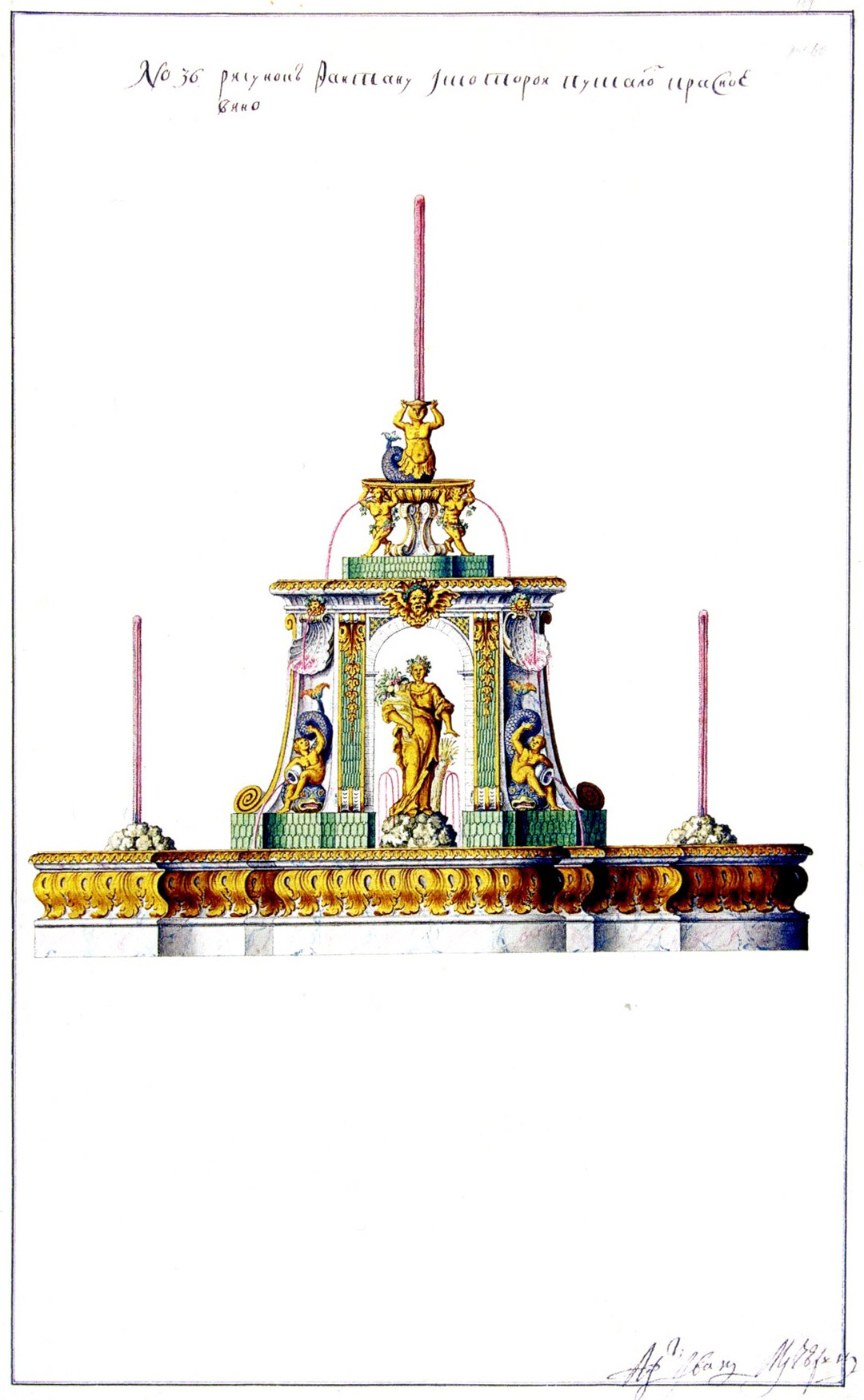
Вид фонтану для червоного вина

У 1739 ним складений «план імператорського столичного міста Москви».

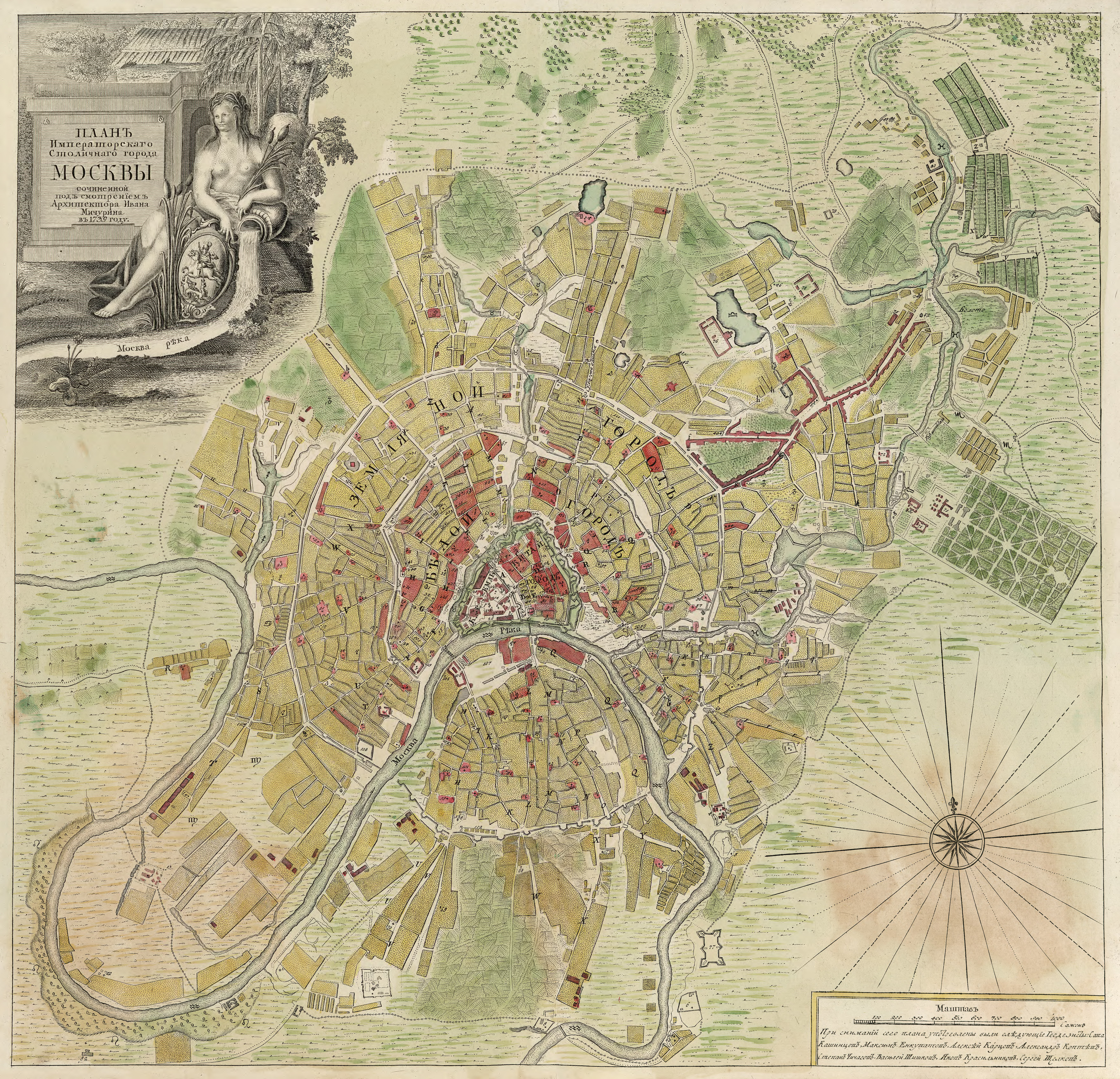
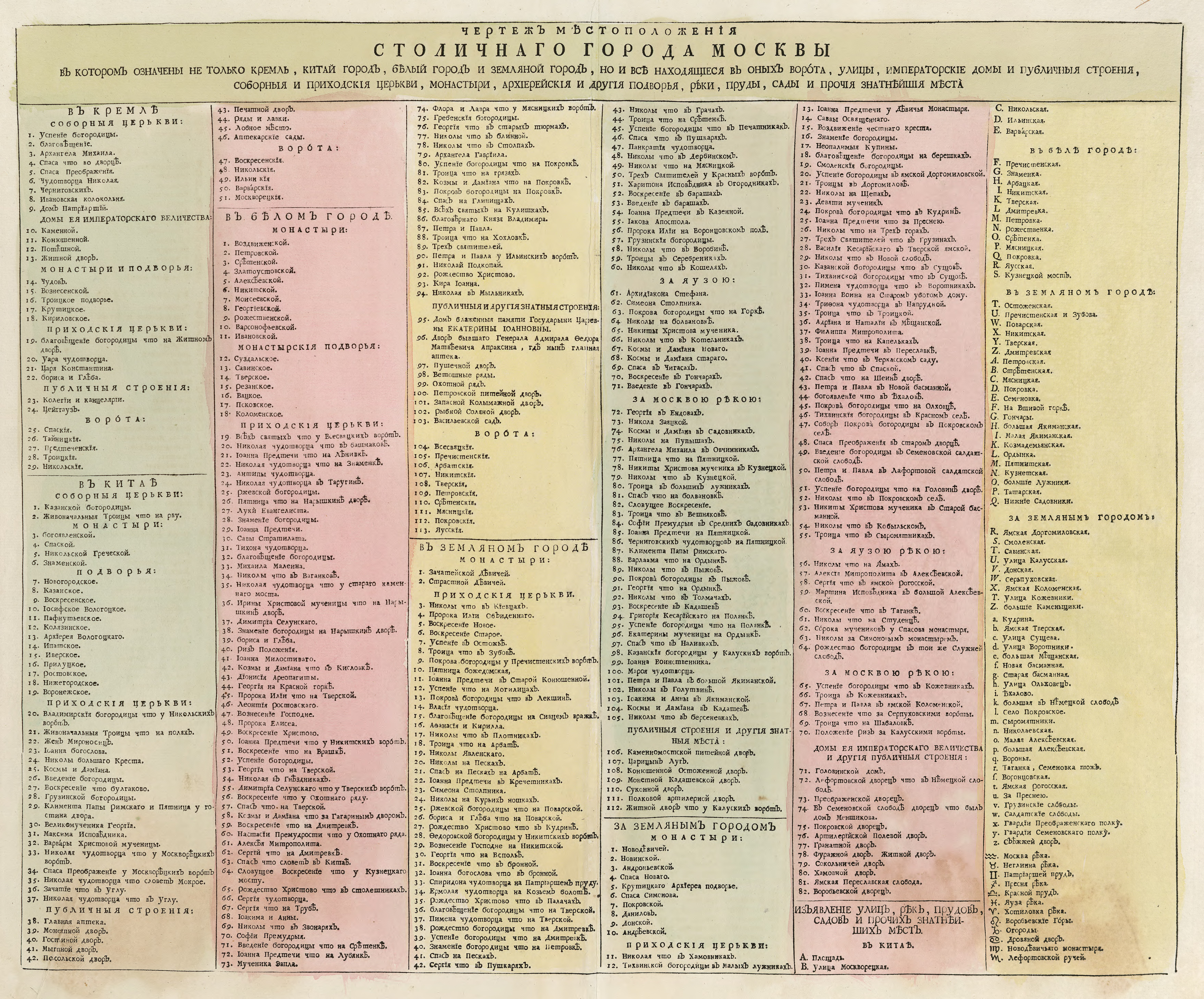